# 段宝林
段宝林（1934年—），笔名白丁、陈真、林中等，男，江苏扬州人，中国民间文艺学家，曾任中国民俗学会副理事长。